# NFØ Håndbold
NFØ Håndbold er en sammenlægning af de tre tidligere separate klubber, Nordrup, Farendløse og Ørslev. Klubben har indenfor de sidste 10 år rykker sig fra serie 2 til kvalifikationsrækken lige under divisionerne. 
I 2021 - 2022 skal holdet spille i 3 division. NFØ Håndbold er Ringsteds næst største klub efterfulgt af klubben TMS Ringsted. Klubben har hjemmebane i Nordruphallen. I sæsonen 2016/2017 opnåede klubben deres hidtil bedste resultat i Danmarks landsdækkende pokalturnering Santander Cup, hvor de i 3. runde slog 3. divisionsholdet Holte ud af pokalturneringen, samt gjorde en god figur i 4. runde imod HIK fra 1. division, hvor de endte med at tabe 26-32. Klubbens bedste herrer hold blev i 2021 desværre nødt til at trække sig fra 3 division, på grund af flere alvorlige Skader. 
Holdet trænes p.t. af Brian Jensen, der er vendt tilbage efter et træner ophold hos Kalundborg I sæsonen 23-24 har for herrer 1 været helt utroligt, først vandt de pokalfinalen under HRØ ved i finalen vinde 40-22 over STG Vallø og i april vandt holdet Sjællandsmesterskabet med en 24-20 sejr over AG København. Herrerne kan nu kalde sig det bedste serie 1 hold på Sjælland. NFØs damehold er rykket op i serie 1 fra sommeren 2024 og trænes nu af Claus Nielsen, der er ny i klubben.
| Spillere               | Plads                             |
| ---------------------- | --------------------------------- |
| Khalid Babrakzai       | Målmand                           |
| Casper Leonhard        | Højre fløj                        |
| Jacob Høi              | Venstre Back/Playmaker            |
| Kewin Dalsgaard        | Venstre back/Playmaker            |
| Rasmus Vielsøe         | Venstre Back / Playmaker          |
| Christian Borup        | Stregspiller                      |
| Janich Jørgensen       | Højre fløj / Højre Back           |
| Mads Simonsen          | Venstre fløj                      |
| Nicklas Agner Sørensen | Bagspiller                        |
| Kim Damsgaard          | Stregspiller/Højre back/Playmaker |
| Rasmus Uldbæk          | Træner                            |